# Маргошія Темурі Корнелійович
Темурі (Тимур) Корнелійович Маргошія (нар. 12 серпня 1970) — грузинський футболіст, півзахисник.

## Життєпис
У 1990—1992 роках виступав за грузинські клуби. Після того як клуб «Мзіурі» знявся з чемпіонату, деякий час не виступав.
У 1995 році грав за «Уралець НТ». Потім повернувся в Грузію, грав у клубах вищої ліги.
У 1998 році перейшов у донецький «Шахтар» з команди «Університет» (Тбілісі). Зіграв два матчі за дубль донеччан і був відданий в оренду в СК «Миколаїв», де зіграв два матчі у вищій лізі чемпіонату України. Дебют — 22 серпня 1998 року «Кривбас» — СК «Миколаїв», 0:0. Після закінчення сезону був виставлений на трансфер.